# Ola Vigen Hattestad
Pour les articles homonymes, voir Hattestad.
Ola Vigen Hattestad, né le 14 mars 1982 à Askim, est un fondeur norvégien. Spécialiste du sprint, il est champion olympique de la discipline aux Jeux olympiques de 2014 à Sotchi et champion du monde en 2009. Il est également champion du monde du sprint par équipes lors de cette même édition, et médaille d'argent en 2011, toujours en sprint par équipes. Il remporte à trois reprises le globe de cristal récompensant le vainqueur de la spécialité du sprint en Coupe du monde. Ses treize victoires individuelles en Coupe du monde sont remportées en sprint.

## Biographie

### Deux fois vainqueur de la Coupe du monde de sprint et champion du monde
Membre du club Ørje IL, il prend part à sa première course FIS en 2001.
Il fait ses débuts en Coupe du monde en 2003 au sprint d'Oslo (34e), puis de révèle  lors  de la saison 2004-2005, terminant tour à tour cinquième des sprints classique de Reit im Winkl et Lahti, puis monte sur son premier podium individuel (3e place) le 16 mars 2005 à Göteborg (sprint libre).
Ses résultats lors de la saison 2005-2006 sont variés, incluant une troisième place au sprint de Vernon, ainsi que la neuvième place au sprint des Jeux olympiques de Turin.
Il remporte sa première victoire le 15 février 2007 à Changchun (sprint classique) devant quatre Norvégiens. De même que l'année dernière, il n'atteint le top dix que deux fois avec une quatrième place aussi à Stockholm et n'est pas sélectionné pour les Championnats du monde à Sapporo. Pour entamer la saison 2007-2008, il se place déjà septième à Kuusamo en Coupe du monde, puis multiplie les podiums : deuxième à Rybinsk et Canmore, victorieux aux Championnats de Norvège à Granåsen, puis troisième à Otepää et Lahti, avant de décrocher sa première victoire devant son public au sprint classique de Drammen, qui lui permet de prendre la tête au classement de la spécialité du sprint avec deux points d'avance sur Emil Jönsson. Après les Finales de Bormio, il garde sa position et remporte son premier petit globe de cristal.
En 2008-2009, Hattestad atteint le sommet de sa domination, remportant d'abord le sprint classique de Kuusamo devant ses compatriotes Hetland et Dahl, puis son premier sprint libre à Davos, avant de réaliser le doublé à Düsseldorf (sprint individuel et par équipes). Complétant sa moisson de victoires en sprint à Valdidentro (libre), Otepää et Trondheim (classique), il s'assure un deuxième globe de cristal du sprint, ayant accumulé 792 points, contre 359 pour le deuxième Renato Pasini. Il enregistre de loin son meilleur classement général avec le troisième rang.
Lors des Championnats du monde de Liberec en 2009, il est médaillé d'or au sprint libre devant Johan Kjølstad. Le lendemain, lors du sprint par équipes, il est associé à Kjølstad et obtient son deuxième titre mondial.

### 2010-2013: déception aux Jeux olympiques et médaille mondiale
Encore vainqueur à Kuusamo en ouverture de l'hiver 2009-2010 sur le sprint classique, il ajoute un seul podium à sa collection sur toute la saison, avec une deuxième place à Otepää, alors que son rival Emil Jönsson domine la saison. Aux Jeux olympiques de Vancouver, il est doublement frustré, terminant au pied du podium du sprint individuel (4e) et déclarant forfait du sprint par équipes, en raison d'un mal de gorge et remplacé par Øystein Pettersen, qui remporte l'or.
Il réalise de nouveau une saison accomplie en 2011, remportant le sprint libre de Liberec et les sprints par équipes de Düsseldorf et Liberec, avant de décrocher la médaille d'argent sur le sprint par équipes des Championnats du monde 2011, avec Petter Northug, battu sur le fil par les Canadiens. Lors de ces mondiaux, il finit quatrième en sprint individuel. Il est également deuxième de la Coupe du monde de sprint derrière Emil Jönsson.
En fin d'année 2011, il est de nouveau vainqueur sur un de ses sites favoris, Düsseldorf en sprint libre, après avoir doublé Aleksey Petukhov dans la dernière ligne droite. Il monte sur deux autres podiums cette saison en Coupe du monde à Otepää et Szklarska Poręba. En 2013, il rencontre des problèmes de santé et doit se contenter d'un podium (2e) au sprint de Lahti. 

### 2014: le sacre olympique et troisième petit globe de cristal
En 2013-2014, il gagne le sprint par équipes d'Asiago et le sprint libre de Toblach, juste avant les Jeux olympiques de Sotchi, où il devient champion olympique du sprint en style libre, devant les Suédois Teodor Peterson et Emil Jönsson. Avec ce succès, il peut être considéré comme le sprinteur le plus titré de l'histoire. En fin de saison, il empoche son troisième petit globe de cristal pour avoir gagné la Coupe du monde de sprint.
Aux Championnats du monde 2015, il décroche la médaille de bronze au sprint classique, après une lutte serrée avec Nikita Kriukov. Il est deux fois sur le podium cet hiver en Coupe du monde à Otepää et Drammen.
En 2016, son bilan est identique, arrivant deuxième aux sprints avec technique classique de Drammen et Stockholm, respectivement gagnés par Petter Northug et Nikita Kriukov.
Hattestad prend part à sa dernière compétition internationale lors de la Coupe du monde à Davos en décembre 2016 (huitième du sprint).
Après sa carrière sportive, il devient notamment entraîneur de l'équipe slovène de ski de fond, qui est la nationalité de sa femme Katja Visnar, puis entraîneur dans l'équipe féminine norvégienne avec Ole Morten Iversen.

## Palmarès

### Jeux olympiques
Ola Vigen Hattestad participe à trois éditions des Jeux olympiques. Lors des Jeux de Sotchi en 2014, il remporte le titre olympique du sprint en devançant le Suédois Teodor Peterson.
| Épreuve / Édition | Sprint                           | Sprint                           | 15 km                            | 15 km                            | Poursuite / Skiathlon 2 × 15 km | 50 km classique | Relais | Relais    |
| Épreuve / Édition | libre                            | classique                        | libre                            | classique                        | Poursuite / Skiathlon 2 × 15 km | 50 km classique | Sprint | 4 × 10 km |
| JO 2006 Turin     | 9e                               | Épreuve inexistante à cette date | Épreuve inexistante à cette date | —                                | —                               | —               | —      | —         |
| JO 2010 Vancouver | Épreuve inexistante à cette date | 4e                               | —                                | Épreuve inexistante à cette date | —                               | —               | —      | —         |
| JO 2014 Sotchi    | Médaille d'or, Jeux olympiques   | Épreuve inexistante à cette date | Épreuve inexistante à cette date | —                                | —                               | —               | —      | —         |

Légende :
- : première place, médaille d'or
- : pas d'épreuve
- — : non disputée par Hattestad

### Championnats du monde
| Épreuve / Édition           | Sprint                           | Sprint                           | 15 km                            | 15 km                            | Poursuite / Skiathlon 2 × 15 km | 50 km | Relais                   | Relais    |
| Épreuve / Édition           | libre                            | classique                        | libre                            | classique                        | Poursuite / Skiathlon 2 × 15 km | 50 km | Sprint                   | 4 × 10 km |
| Mondiaux 2009 Liberec       | Médaille d'or, monde             | Épreuve inexistante à cette date | Épreuve inexistante à cette date | —                                | —                               | —     | Médaille d'or, monde     | —         |
| Mondiaux 2011 Oslo          | 4e                               | Épreuve inexistante à cette date | Épreuve inexistante à cette date | —                                | —                               | —     | Médaille d'argent, monde | —         |
| Mondiaux 2013 Val di Fiemme | Épreuve inexistante à cette date | 9e                               | —                                | Épreuve inexistante à cette date | —                               | —     | —                        | —         |
| Mondiaux 2015 Falun         | Épreuve inexistante à cette date | Médaille de bronze, monde        | -                                | Épreuve inexistante à cette date | -                               | -     | -                        | -         |

Légende :
- : première place, médaille d'or
- : deuxième place, médaille d'argent
- : troisième place, médaille de bronze
- : pas d'épreuve
- — : non disputée par Hattestad

### Coupe du monde
Son meilleur résultat au classement général de la Coupe du monde est une troisième place obtenue en 2009. 
Il obtient trois petits globes de cristal en sprint en 2008, 2009 et 2014. 
- 37 podiums : 
  - 6 podiums en épreuve par équipes : 4 victoires et 2 troisièmes places.
  - 31 podiums en épreuve individuelle : 13 victoires, 12 deuxièmes places et 6 troisièmes places.
- 1 podium sur une étape de tour : 1 troisième place.

#### Détail des victoires
Ola Vigen Hattestad compte treize victoires, toutes obtenues en sprint.
| Épreuve / Édition | Sprint                       | Sprint                   |
| Épreuve / Édition | libre                        | classique ll             |
| 2006-2007         |                              | Changchun                |
| 2007-2008         |                              | Drammen                  |
| 2008-09           | Davos Düsseldorf Valdidentro | Kuusamo Otepää Trondheim |
| 2009-10           |                              | Kuusamo                  |
| 2010-11           | Liberec                      |                          |
| 2011-12           | Düsseldorf                   |                          |
| 2013-14           | Toblach                      | Drammen                  |

#### Classements par saison
| Saison / Épreuve | Général | Général | Distance | Distance | Sprint | Sprint | Tour de ski depuis 2007          | Finales depuis 2008 puis Ski Tour Canada depuis 2016 | Nordic Opening depuis 2011       |
| ---------------- | ------- | ------- | -------- | -------- | ------ | ------ | -------------------------------- | ---------------------------------------------------- | -------------------------------- |
| Saison / Épreuve | Class.  | Points  | Class.   | Points   | Class. | Points | Tour de ski depuis 2007          | Finales depuis 2008 puis Ski Tour Canada depuis 2016 | Nordic Opening depuis 2011       |
| 2005             | 28e     | 182     | -        | -        | 9e     | 182    | Épreuve inexistante à cette date | Épreuve inexistante à cette date                     | Épreuve inexistante à cette date |
| 2006             | 42e     | 129     | -        | -        | 16e    | 129    | Épreuve inexistante à cette date | Épreuve inexistante à cette date                     | Épreuve inexistante à cette date |
| 2007             | 30e     | 177     | -        | -        | 9e     | 178    | —                                | Épreuve inexistante à cette date                     | Épreuve inexistante à cette date |
| 2008             | 14e     | 450     | -        | -        | 1er    | 450    | —                                | —                                                    | Épreuve inexistante à cette date |
| 2009             | 3e      | 792     | -        | -        | 1er    | 792    | —                                | 69e                                                  | Épreuve inexistante à cette date |
| 2010             | 20e     | 312     | -        | -        | 5e     | 312    | —                                | Abandon                                              | Épreuve inexistante à cette date |
| 2011             | 18e     | 407     | -        | -        | 2e     | 407    | —                                | Abandon                                              | Abandon                          |
| 2012             | 21e     | 426     | -        | -        | 5e     | 426    | Abandon                          | 38e                                                  | Abandon                          |
| 2013             | 51e     | 122     | -        | -        | 16e    | 122    | —                                | —                                                    | —                                |
| 2014             | 16e     | 374     | 87e      | 11       | 1er    | 363    | —                                | 35e                                                  | 50e                              |
| 2015             | 33e     | 204     | -        | -        | 9e     | 204    | —                                | Épreuve inexistante à cette date                     | Abandon                          |
| 2016             | 26e     | 302     | 72e      | 11       | 7e     | 291    | —                                | Abandon                                              | —                                |
| 2017             | 98e     | 32      | -        | -        | 46e    | 32     | —                                | —                                                    | —                                |

### Coupe de Scandinavie
- 4 podiums, dont 2 victoires.

### Championnats de Norvège
- Champion sur le sprint en 2008 et 2014.